# 舊比基夫
50°35′38″N 31°38′25″E / 50.59389°N 31.64028°E
舊比基夫（烏克蘭語：Старий Биків），是烏克蘭北部的村莊，隸屬切爾尼希夫州的尼任區。該村始建於1564年，面積3.02平方公里，海拔高度127米，2006年人口619，人口密度每平方公里204.9人。